# Dronningmølle (stacja kolejowa)
Dronningmølle (duński: Dronningmølle Station) – stacja kolejowa w miejscowości Dronningmølle, w Regionie Stołecznym, w Danii. 
Stacja położona jest na Hornbækbanen pomiędzy Helsingør i Gilleleje. Usługi związane z transportem kolejowym prowadzone są przez Lokaltog.

## Linie kolejowe
- Lokaltog